# Oecleopsis articara
Oecleopsis articara är en insektsart som beskrevs av Van Stalle 1991. Oecleopsis articara ingår i släktet Oecleopsis och familjen kilstritar. Inga underarter finns listade i Catalogue of Life.